# 米埃納 (馬里)
米埃納（法語：Miéna），是馬里的城鎮，位於該國南部，由錫卡索區的庫蒂亞拉省負責管轄，面積190平方公里，海拔高度350米，2009年人口14,365，人口密度每平方公里76人。